# 上芥見站
上芥見站（日语：／ Kami Akutami eki */?）是位於岐阜縣岐阜市上芥見，名古屋鐵道美濃町線的電車站（廢站）。

## 歷史
此站在1911年，美濃電氣軌道路線開通時同時啟用。並於2005年4月1日，美濃町線全線廢除時，此站也被廢除。
- 1911年（明治44年）2月11日 - 美濃電氣軌道神田町站（後來名為岐阜柳瀨站）至上有知站（後來名為美濃站）之間開通，此站啟用[2][3]。
- 1930年（昭和5年）8月20日 - 美濃電氣軌道與名古屋鐵道（第一代。同年中改名為名岐鐵道，在1935年起再改名為名古屋鐵道）合併。成為名古屋鐵道的美濃町線車站[2]。
- 1948年（昭和23年）11月1日前 - 成為無人車站[4]。
- 2005年（平成17年）4月1日 - 美濃町線全線廢除，此站也同時廢除[3]。

## 車站構造
截至車站廢除前，此站是地面車站，設有1面1線的單式月台。車站建設道路上。由於車站位於住宅地與輸水道之間的狹窄道路上，因此月台比較狹窄，只有約1米寬。

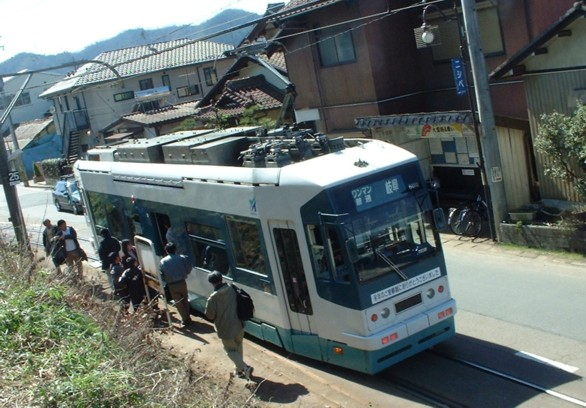
在上芥見停靠中的800形。 對面的小屋為候車室

### 配線圖
| ← 徹明町方向    | 上芥見站 站內配線略圖 | → 新關方向 |
| 图例 参考文献： |                       |            |

## 使用狀況
- 在中提及在1992年度，當時1日平均上下車人次為202人，為除岐阜市內線均一車費區間內各站（岐阜市內線、田神線、美濃町線徹明町站至琴塚站之間）外名鐵所有車站（342站）中排名第319，美濃町線日野橋至美濃之間（14站）排名第12[1]。

## 車站周邊
車站前後路軌區間都是與道路共用。在這個區間中，由於道路本身比較狹窄，因此路軌鋪設在道路上。但是卻不像美濃町線靠近岐阜市中心一樣，路軌鋪設在道路的正中央，而是鋪設在道路側邊。另外車站西北方處設有長良川、武儀川和津保川相繼合流的地方。

## 相鄰車站
名古屋鐵道
■美濃町線
下芥見－上芥見－白金

## 注腳
1. 1 2  名古屋鐵道廣報宣傳部（編）. . 名古屋鐵道. 1994: 651–653.
2. 1 2  . 鄉土出版社（日语：郷土出版社）. 1997: 219–230. ISBN 4-87670-097-4 （日语）.
3. 1 2  今尾惠介（監修）.  7 東海. 新潮社. 2008: 51–52. ISBN 978-4-10-790025-8 （日语）.
4. ↑  名古屋鉄道広報宣伝部（編）. . 名古屋鐵道. 1994: 880 （日语）.
5. ↑  電氣車研究會（日语：電気車研究会），《鐵道畫刊（日语：鉄道ピクトリアル）》通卷第473號 1986年12月 臨時增刊号 「特集 - 名古屋鐵道」，附圖「名古屋鐵道路線略圖」
6. ↑  川島令三. . 名古屋北部・岐阜篇 1. 草思社（日语：草思社）. 1997: 182. ISBN 4-7942-0796-4 （日语）.